# Chthonerpeton perissodus
Chthonerpeton perissodus és una espècie d'amfibi Gimnofió de la família Typhlonectidaeendèmica del Brasil que habita en rius, pantans, aiguamolls i cursos intermitents d'aigua dolça, pastures, zones d'irrigació, terres agrícoles inundades en algunes estacions, canals i dics.